# Parafia Zwiastowania Najświętszej Maryi Panny w Makarówce
Parafia Zwiastowania Najświętszej Marii Panny w Makarówce – parafia rzymskokatolicka w dekanacie łosickim.
Parafia erygowana w 1935 r. Kościół drewniany, dawniej cerkiew unicka, następnie prawosławna, został wybudowany około 1685 r. Nie posiada wyraźnych cech stylowych.
Do parafii należą wierni ze wsi Makarówka.